# Best Song Ever
«Best Song Ever» —en español: «La mejor canción de la historia»— es una canción interpretada por la boy band británica-irlandesa One Direction, incluida en su tercer álbum de estudio Midnight Memories, de 2013. La compusieron Wayne Hector, John Ryan, Ed Drewett y Julian Bunetta, mientras que este último también la produjo. Bunnetta aseguró que la idea principal era crear una canción con un ambiente de fiesta pero con una letra que se pueda cantar. El 22 de julio de 2013, Syco Music la lanzó como octavo sencillo de One Direction.
Si bien varios críticos alabaron su ritmo y la describieron como «pegadiza» e «irresistible», la canción recibió varias acusaciones de plagio por la similitud entre su introducción y la de «Baba O'Riley» de la banda The Who, publicada en 1971. En su defensa, el productor comentó a MTV que luego de terminar la canción se dio cuenta de que tenía cierta similitud, pero que no fue una idea consciente. Comercialmente, alcanzó uno de los diez primeros lugares en las listas semanales de Australia, Canadá, Dinamarca, España, Hungría, entre otros. Cabe recalcar que en los Estados Unidos se convirtió en el sencillo mejor posicionado del quinteto luego de lograr la segunda posición del Billboard Hot 100.
Para promocionarlo, One Direction publicó un videoclip el 22 de julio de 2013 en su cuenta de VEVO en YouTube. Dirigido por Ben Witson en un concepto escrito por él y James Corden, se trata de un homenaje a su primera película This is Us y una parodia a ciertos personajes de Hollywood. En sus primeras veinticuatro horas, recibió un total de 12,3 millones de visitas, por lo que rompió el récord del vídeo más visto en ese tiempo, el cual poseía Miley Cyrus con «We Can't Stop». Sin embargo, la cantante recobró el logro un par de semanas después con «Wrecking Ball». Por otra parte, lo interpretaron en los Teen Choice Awards. Además, en los MTV Video Music Awards de 2013 ganó el premio a la canción del verano, donde venció a otras como «We Can't Stop» de Miley Cyrus y «Come & Get It» de Selena Gomez. También ganó el premio al mejor sencillo británico de los BBC Radio 1 Teen Awards de 2013.

## Antecedentes y lanzamiento
Durante el primer semestre del 2013, One Direction reveló variedad de datos referentes a las grabaciones de su nuevo álbum, el cual planeaban lanzar antes de Navidad. Las sesiones de grabación se dieron en su mayoría en Londres, Reino Unido. Durante ese tiempo, trabajaron con Julian Bunetta, quien recientemente había producido el sencillo «One Way or Another (Teenage Kicks)» del quinteto. También recibieron ayuda de Tom Fletcher de McFly y Justin Young de The Vaccines. El anuncio del lanzamiento de la canción ocurrió el 25 de junio, cuando revelaron a través de un vídeo subido a YouTube que su siguiente sencillo se llamaba «Best Song Ever» y estaría disponible por preorden esa misma noche. Además, añadieron que se lanzaría oficialmente el 22 de julio de ese mismo año. En el vídeo publicado, el integrante Zayn Malik aseguró que habían trabajado realmente duro en la canción y que el quinteto en general esperaba que a sus seguidores les gustase. Situación similar ocurrió en el 2012 con «Live While We're Young».
El anuncio también vino acompañado de la publicación del tráiler completo de su película This is Us. En dicho tráiler se pudo escuchar un pequeño fragmento de la canción. No fue hasta el 3 de julio que dieron a conocer su portada, la cual es simplemente una serie de cortes de la película. El 15 de julio, a una semana de su lanzamiento, publicaron otro adelanto del estribillo a través de sus redes sociales. El 17 del mismo mes fue filtrada en Internet. Dos días después, sonó por primera vez en BBC Radio 1 y recibió comentarios positivos, además de que se publicó oficialmente el audio en su cuenta de VEVO. El 22 de ese mes, ocurrió su estreno mundialmente.

## Composición

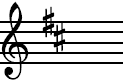
La canción está compuesta en la tonalidad de re mayor.

«Best Song Ever» es una canción pop que deriva de mezclas entre pop rock, teen pop y dance pop. La compusieron Wayne Hector, John Ryan, Ed Drewett y Julian Bunetta, mientras que este último también la produjo. En total, cuenta con una duración de tres minutos con veintidós segundos. Desde su publicación, recibió comparaciones con «Baba O'Riley» de The Who por su ritmo inicial. El productor declaró a MTV que buscó inspirarse en dicho tema, pero no pensando como «bien, vamos a plagiar a Baba O'Riley». Añadió que: «Durante un instante nos dimos cuenta que tenía el mismo tipo de introducción donde mezcla un sintetizador y un piano, pero realmente tratamos de asegurarnos de que no había ningún tipo de propiedad intelectual ni nada de eso». En cuanto a su creación, dijo que hacer un ambiente de fiesta no es solo hacer una melodía optimista, sino también añadir una letra que se pueda cantar. Luego colocar un estribillo con empuje pop que no posea una letra coherente. El ritmo simple surgió mediante una conversación entre los compositores, donde sugirieron agregar un «ooh ooh ooh», y Bunetta respondió «yeah, yeah, yeah». Creyeron que sería una buena mezcla ya que suena bien para un «himno pop», que era lo que buscaban crear.
En una entrevista con Entertainment Gise, Ed Drewett dijo que el estribillo trata sobre una noche en donde el quinteto pasa un buen rato con sus chicas. Su letra en cuestión gira en torno a esa temática. Por otra parte, declaró a Daily Mirror que trató de adaptarse al estilo de One Direction, pero dando un toque más serio, ya que notó el crecimiento y la maduración musical del grupo. Dijo también que es la mejor canción que ha escrito, incluso mejor que «Glad You Came» de The Wanted, la cual consideraba como su mejor obra. De acuerdo con la partitura publicada por Faber Music en el sitio web Musicnotes, «Best Song Ever» tiene un tempo allegro de 120 pulsaciones por minuto y está compuesta en la tonalidad de re mayor. El registro vocal del quinteto se extiende desde la nota mi3 hasta la si4.

## Recepción

### Comentarios de la crítica
En general, «Best Song Ever» recibió comentarios positivos por parte de los críticos musicales. La escritora Amy Sciarretto de PopCrush le otorgó tres estrellas y media de cinco y comentó que One Direction armonizan sin problemas. Describió la canción como «coqueta, mullida y divertida», así como «pegadiza». Comentó además que vocalmente es equilibrada, ya que todos cantan partes casi iguales. Cerró diciendo que si bien es una «joya pop», no es mejor que «Live While We're Young» o «Kiss You». Lucas Villa de Examiner.com dijo que es un «himno pop rock sobre una noche épica». Samantha Martin de PopDust expresó que su estribillo es «fantásticamente pegadizo». El sitio Click Music en su reseña de la canción habló negativamente de su título, además de acusar al quinteto de plagiar el tema «Baba O'Riley» de The Who. Tras esto, le otorgó una estrella y media de cinco. El escritor Bill Lamb de About.com señaló que es «optimista», que tiene un «encanto que induce sonrisas», «referencias al rock clásico» y una «energía juguetona». La puso en el número uno de su lista de las diez mejores canciones de One Direction. También destacó que no tiene ningún error aparente. La calificó con cuatro estrellas y media de cinco, además de comentar:

«No es la "mejor canción de siempre", pero es sin duda una de las mejores canciones de siempre de One Direction, y eso es algo muy bueno. Hay una alegría suelta aquí que faltó mucho en gran parte de Take Me Home. "Best Song Ever" tiene sus momentos de pura estupidez, pero es todo por diversión. Esta es la introducción perfecta para el tercer álbum de estudio de la boy band que está por venir [...] "Best Song Ever" está hecha para traer sonrisas a los rostros de los seguidores del pop a través de las generaciones. [...] Alegría, encanto y un poco de descaro pueblan "Best Song Ever". Una multitud de aficionados se alegrarán merecidamente».

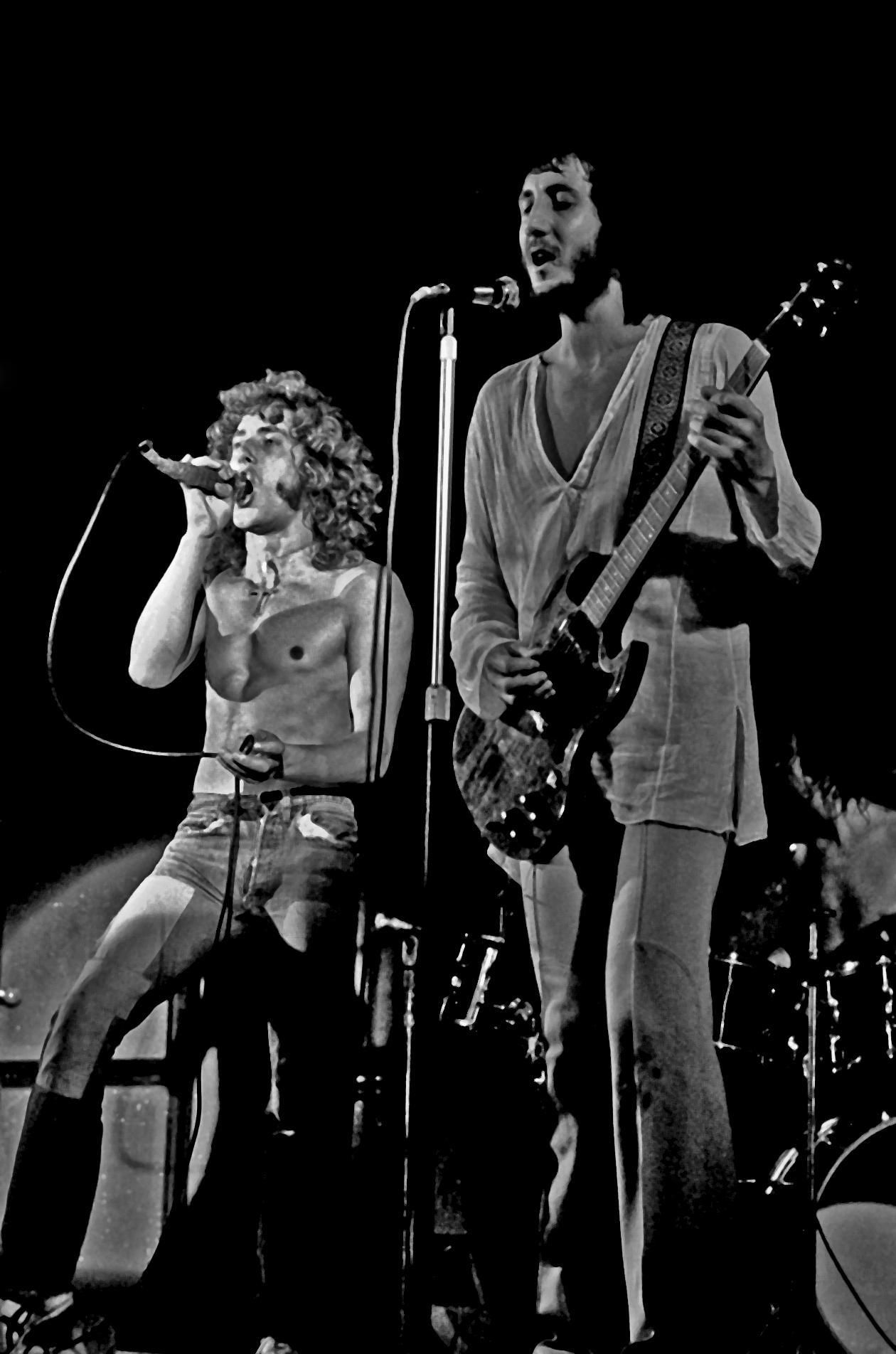
Varios críticos notaron similitud en la introducción de «Best Song Ever» con la de «Baba O'Riley» de The Who.

Erin Strecker de Entertainment Weekly aseguró que «no es la mejor canción de siempre», pero seguro es «pegadiza». Lewis Corner de Digital Spy expresó que si bien la declaración de «la mejor canción de siempre» es algo intrépida para un grupo salido de un reality show, varios quedaron con la «cara roja» por estar dudando de ellos todo el tiempo. Le dio una nota de cuatro estrellas de cinco y concluyó en que es un «himno pop» que «bordea peligrosamente el cumplimiento de su título». Will Hermes de Rolling Stone le dio tres estrellas de cinco y dijo que es «bastante irresistible». Alicia Diaz Dennis de Zimbio comentó que no era difícil imaginar a la canción dominando días de verano, y menos con el impulso de la película documental del grupo This is Us. Francesca Tichon de Renowned For Sound lo calificó con cuatro estrellas de cinco y destacó la influencia del disco Sound Affects de The Jam. También escribió:

«"La mejor canción de siempre" es un título bastante ambicioso para una canción, especialmente para un grupo que quedó en el tercer lugar de la séptima temporada de The X Factor. Pero en términos de diversión, temas pop pegadizos, esta realmente podría ser la mejor canción de siempre, o al menos la mejor canción de One Direction [...] La pista comienza con un recuerdo evidente de "Baba O'Riley" de The Who, lo cual no es realmente sorprendente considerando el hábito de 1D de rendir homenaje al rock clásico y a canciones punk [...] [Este tema] muestra lo mejor de la banda, dando un ambiente fresco, alegre y divertido a sus lanzamientos próximos. Esta canción pondrá una sonrisa en las caras de los fanáticos y escépticos por igual, y verá a poco más de unas personas bailando alrededor de sus dormitorios con un cepillo-micrófono».

Un escritor de la revista Billboard declaró que cuenta con una «armonía vocal memorable» que se afina al puente. La describió como otra canción «increíblemente pegadiza a añadir al arsenal de One Direction». Por su parte, Sylvie Lesas de Evigshed escribió que resultó ser una «gran sorpresa», ya que el sonido es más «afilado, maduro y atractivo». Igualmente, alabó la melodía «memorable», la cual es «infecciosa y optimista». Cerró su crítica diciendo que es un ejemplo de cómo deberían ser los grandes temas pop. Calificó su originalidad y las voces con cinco estrellas de cinco, mientras que la letra con cuatro. Ben Taylor de Swide la incluyó en su reportaje semanal de la mejor música nueva. Al respecto, dijo que «Best Song Ever» lo tiene todo; un himno de melodía de piano que recuerda a los estadios de rock de los 70 y 80. Siguió diciendo que la letra es «memorable», y lo suficientemente fácil para que todos puedan cantarla.

### Recibimiento comercial
Tras su publicación digital el 22 de julio de 2013, la canción alcanzó rápidamente las primeras posiciones en las listas de canciones y álbumes en iTunes de distintos países, y en los que no lo logró, al menos consiguió un puesto entre los diez primeros. En el Reino Unido, a dos días de ello, ya podría haberse posicionado en el segundo puesto de su lista oficial, solo detrás «Wake Me Up!» de Avicii, que llevaba 26 000 copias por encima del grupo. Aunque, The Official UK Charts Company informó que aún podría convertirse en el cuarto número uno de One Direction, pues tenía hasta el domingo 28 de julio para superar a Avicii. Además, si esto ocurría, «Best Song Ever» se convertiría en el sencillo más rápidamente vendido del 2013. Sin embargo, finalmente fue «Wake Me Up!» quien obtuvo más descargas durante la semana, lo que dejó a «Best Song Ever» en el número dos del UK Singles Chart. Lo mismo sucedió en Irlanda, donde Avicii también se mantuvo en el primer puesto, mientras que el quinteto quedó en el dos. En Alemania, Austria y Suiza no alcanzó lugares superiores al diez. En Australia ubicó la cuarta posición de su lista semanal, con 19 762 copias vendidas durante su primera semana. Esto la hace su sexta canción que entra a los diez primeros. Semanas después, la ARIA lo certificó con un disco de platino. En Nueva Zelanda debutó en el tercer puesto de su lista semanal y al poco tiempo logró la cantidad de copias necesarias para recibir un disco de oro por parte de la RIANZ. En las regiones valona y flamenca de Bélgica ubicó los lugares diecisiete y doce, respectivamente. En Dinamarca logró el segundo lugar, en Italia el tercero, en Hungría el cuarto, en los Países Bajos el quinto y en España el noveno. En el primero de estos fue certificado con un disco de oro por su streaming. Al alcanzar la posición doce en Francia se convirtió en el sencillo mejor posicionado de One Direction. En otros países como Suecia y Noruega no ingresó a los veinte primeros ni siquiera. En Japón logró el décimo cuarto lugar.
Por otra parte, en los Estados Unidos, Nielsen SoundScan informó que la canción recibió un fuerte impacto radial desde su liberación. En menos de tres días, tuvo 783 spins en 106 estaciones de radio de las 159 que reportan datos a las listas, lo que representa cerca de cinco millones en audiencia. Con esto, pudo debutar rápidamente en la lista Pop Songs en la cuadragésima posición. También sostuvo que podría vender más de 300 000 copias digitales al finalizar la semana del 22 de julio, que sumado a la fuerte distribución multimedia de su videoclip, le aseguraban un lugar en los cinco primeros del Billboard Hot 100. Aunque, su posición exacta era incierta. Si bien el impacto radial inicial era alto, Billboard supuso que su posición máxima en Pop Songs sería un quince, ya que «What Makes You Beautiful» solo fue número tres y «Live While We're Young» dieciséis. Con su impacto en las redes sociales pudo alcanzar el segundo puesto de Streaming Songs. El 31 de julio, la revista confirmó que «Best Song Ever» vendió 322 000 copias durante su primera semana, por lo que debutó como número uno en la lista Digital Songs. Esto representa el mejor debut en ventas desde «I Knew You Were Trouble» de Taylor Swift. Finalmente, «Best Song Ever» logró la segunda posición del Billboard Hot 100, solo detrás de «Blurred Lines» de Robin Thicke. Billboard informó que de no haber sido por alta audiencia recibida por aquella canción, la cual no se veía desde 2005, One Direction hubiese debutado como número uno, ya que su distribución por Internet y altas ventas le aseguraban la posición. Sumado a esto, «Best Song Ever» acumuló once millones en audiencia radial (un aumento de 53% en comparación con la semana pasada), con lo que ascendió al puesto treinta y dos en Pop Songs, aunque no le bastó para entrar en Radio Songs. Si bien no alcanzó la cima del Billboard Hot 100, es la mejor posición del quinteto en dicha lista. Semanas después se posicionó en el dieciséis de Pop Songs y cincuenta y tres en Radio Songs. Al alcanzar el millón de copias vendidas, la RIAA lo certificó con un disco de platino. Lo mismo ocurrió en el Canadian Hot 100.

## Vídeo musical

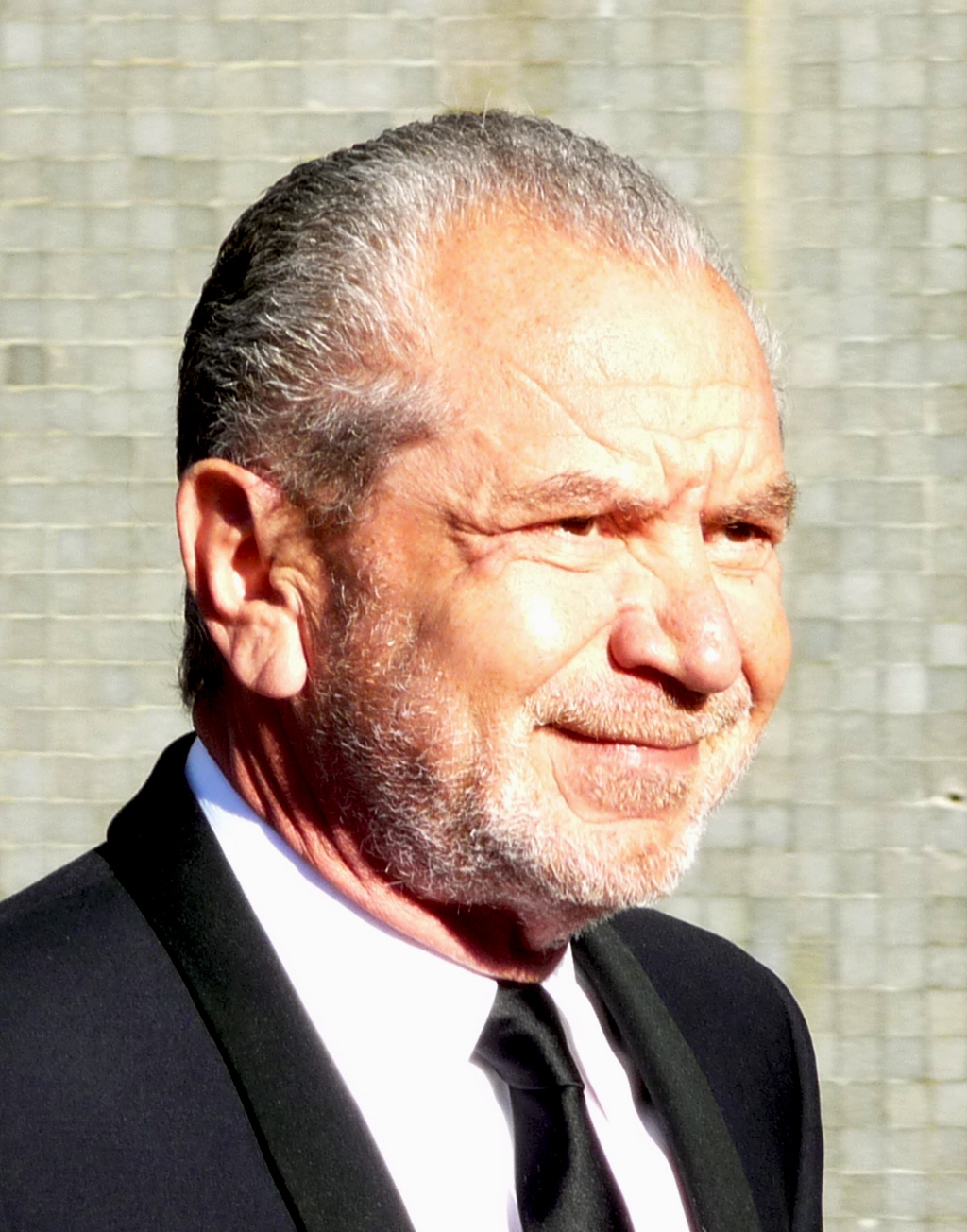
El magnate británico Alan Sugar es parodiado por Niall Horan en el videoclip.

### Antecedentes y producción
El 16 de julio de 2013, varias imágenes del detrás de escena del videoclip fueron publicadas a través de Internet. En estas, se muestra cómo maquillaron al integrante Niall Horan para parecer un magnate, aunque también para parodiar a Alan Sugar. Luego iniciaron una cuenta regresiva por medio de su canal de VEVO en YouTube. Esto vino acompañado de una serie de adelantos donde se observaban los papeles que desarrollarían cada uno en el vídeo oficial. Su director, Ben Winston, comentó a MTV que en la industria de la música y cine, los ejecutivos siempre hacen lo que quieren con los artistas, así que él y el comediante James Corden buscaron una manera de realizar un videoclip donde el quinteto pudiese hacer lo que quisiese, para demostrar que ellos no cambian para nadie. Aunque, también añadió que buscaba hacer homenaje a su primera película documental This is Us. Sobre la idea de hacer un alter ego para cada integrante, dijo que pretendía parodiar varios personajes y estereotipos de Hollywood. Uno de ellos fue Les Grossman, personaje ficticio que protagoniza la película de comedia de 2008, Tropic Thunder.
Si bien el vídeo inicia con el reconocido cartel de Hollywood, el edificio que se usó para la filmación, The Temple House, está ubicado en Miami, Estados Unidos, y es una residencia privada utilizada en anteriores ocasiones por otros artistas como Jennifer Lopez, Ricky Martin, Chris Brown, entre otros. El dueño del lugar, Daniel Davidson, mostró su agrado con la visita del grupo, ya que creció escuchando a The Beatles y luego de ver a One Direction detrás de escena, admitió que quedó fascinado con su talento. Finalmente, el videoclip de «Best Song Ever», que cuenta con una duración de seis minutos con doce segundos, estrenó el 22 de julio en YouTube. Posteriormente, publicaron su detrás de escena en el mismo sitio, el cual contiene detalles más avanzados de cómo maquillaron a los integrantes y cómo ensayaron la coreografía.

### Trama
El vídeo comienza con un enfoque al gran cartel ubicado en Hollywood. En seguida, aparecen Louis Tomlinson como Jonny y Niall Horan como Harvey, ambos ejecutivos de estudio, discutiendo sobre el concepto de la película de One Direction. Tras ello, Veronica, su «sexy» asistente, quien es interpretada por Zayn Malik, se adentra en la oficina para avisar que el quinteto ya llegó a los estudios. Luego de darles la bienvenida y tener una típica charla ejecutiva, entra Marcel, el «friki» chico de mercadeo interpretado por Harry Styles, quien comienza a proponer una serie de cosas para la película. Él invita a Leeroy a la oficina, el coreógrafo afeminado interpretado por Liam Payne que les enseña la rutina de baile que harán. Sin embargo, One Direction se niega a seguir dicha rutina y rápidamente lo echan del lugar. Tras esto, Marcel les da ideas acerca del cartel promocional del filme, pero el quinteto los rechaza todos.
Cansados de que los ejecutivos traten de dar una imagen errónea de ellos, comienza a sonar la canción y rápidamente los integrantes destrozan toda la oficina, mientras coquetean con la asistente. En un descuido, Niall Horan reproduce un DVD que contiene escenas de sus viajes por el mundo, así como cortes de ellos cantando en su Take Me Home Tour. En seguida salen de la habitación y arman estragos en todo el edificio. Luego solo se intercalan escenas de sus conciertos y ellos cantando la canción, mientras realizan una coreografía en el centro ejecutivo del edificio junto a todos los trabajadores. El vídeo termina con ellos desplegando un cartel suyo en el que Zayn Malik escribe «This is Us!!!», seguido de los créditos y algunos bloopers.

### Recepción general

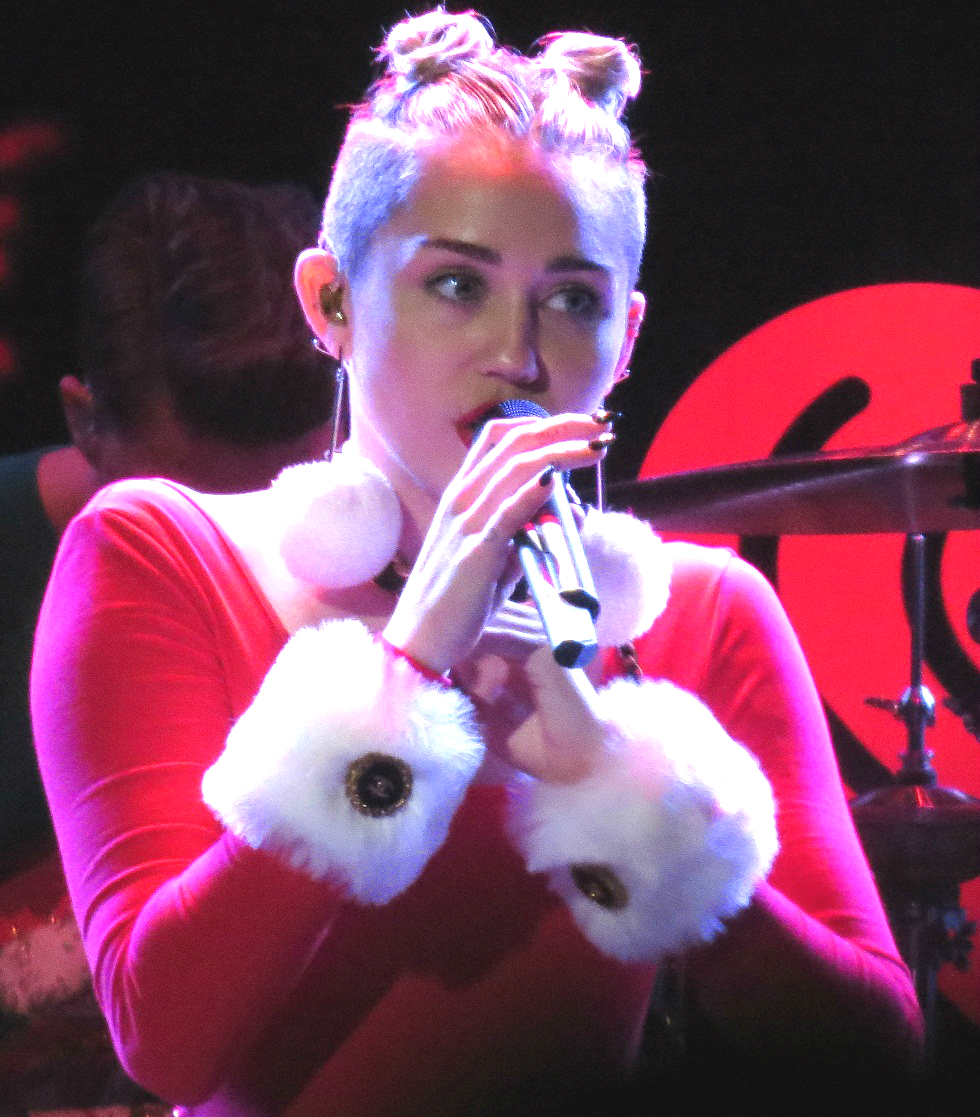
Al recibir 12,3 millones de visitas en sus primeras veinticuatro horas, el vídeo batió el récord de ser el más visto en ese tiempo, el cual poseía Miley Cyrus con «We Can't Stop»; aunque semanas después la cantante lo recobró con «Wrecking Ball».

Un escritor de la revista Billboard comentó que el videoclip es «característicamente ridículo» y es el típico clip colorido que los aficionados esperan. Sylvie Lesas de Evigshed alabó la constante comedia presente en el vídeo. Admitió que es «brillante y divertido». Wendy Michaels del sitio Cambio.com aseguró que no decepcionó y es bastante bueno para ver. Por su parte, Marisa Okano de Yahoo! publicó una nota titulada «las diez razones por las cuales el videoclip es "Best Song Ever" es el mejor vídeo de todos los tiempos», donde incluyó varias escenas destacadas, como el casi beso de Harry Styles y Zayn Malik, quien interpreta a Veronica. El periódico Huffington Post realizó un conteo similar, llamado «ocho razones por las cuales el nuevo vídeo de One Direction es la mejor promoción pop de todos los tiempos». Gossip Girl de Alloy Entertainment opinó que es «divertido y encantador». El videoclip también tuvo un alto impacto entre los seguidores del grupo, quienes manifestaron sus comentarios a través de Twitter. Gavia Baker-Whitelaw de The Daily Doot dijo que es «bastante bueno», y además felicitó la idea de convertir a Zayn Malik en una chica, ya que por lo general, las modelos que aparecen en los videoclips del quinteto son atacados por sus seguidoras. El escritor Jimmy Brown de Promo News aseguró que es «más que solo un vídeo, comenzando con el bosquejo cómico sobre la nueva película de 1D». También añadió que el entretenimiento «cuenta con una prótesis bastante convincente».
El vídeo además provocó una oleada de críticas por parte de las seguidoras de la boy band The Wanted, ya que en una escena se aprecia una fotografía de su videoclip «Walks Like Rihanna» junto a un bote de basura, y que además donde se reemplazan sus caras por las de One Direction. Algunos medios interpretaron esto como una burla directa por los anteriores problemas de ambos grupos. Aunque, Max George, uno de los integrantes de The Wanted, escribió a través de Twitter que el videoclip le parecía «divertido», «creativo» y «entretenido». Tras una hora de su estreno, recibió más de un millón de visitas y 120 mil comentarios en YouTube. En sus primeras veinticuatro horas de haberse publicado, recibió 12,3 millones de visitas en el mismo sitio, por lo que rompió el récord del videoclip más visto durante ese lapso de tiempo, el cual poseía Miley Cyrus con «We Can't Stop», que obtuvo 10,7 millones de vistas. Además, contó con más de 300 mil opiniones. Previamente, en septiembre de 2012, el quinteto ya había impuesto dicho logro con «Live While We're Young», pero luego les fue arrebatado por «Beauty and a Beat» de Justin Bieber y Nicki Minaj. En su segundo día, alcanzó las veinte millones de reproducciones. Sin embargo, el 10 de septiembre, Cyrus recobró el récord con el videoclip de «Wrecking Ball», que obtuvo 19,3 millones de visitas. Sobre la buena recepción que tuvo, el director Ben Winston afirmó al sitio Promo News que: «Es muy bueno que el vídeo haya sido tan popular. Estamos realmente encantados. Siempre es genial trabajar con One Direction». Hasta la fecha, cuenta con más de 110 millones de reproducciones en YouTube.

## Presentaciones en directo
One Direction interpretó la canción el 30 de julio de 2013 en su Take Me Home Tour. Luego, el 11 de agosto la presentaron por primera vez en televisión para los Teen Choice Awards, realizados en Anfiteatro Gibson de Los Ángeles, California. El espectáculo recibió variedad de críticas debido al deficiente rendimiento del grupo. El sitio web Idolator.com lo catalogó como «pobre», mientras que Emilee Lindner de MTV comentó que el quinteto se volvió «un poco áspero». Los seguidores de One Direction alegaron que el mal desempeño se debió a que los integrantes no habían tenido ningún tipo de descanso desde que inició la etapa norteamericana del Take Me Home Tour. Algunos inclusive dijeron que se veían «miserables» y «molestos» mientras cantaban. El 23 de agosto presentaron la canción en el programa matutino estadounidense Today Show, y unos días después en America's Got Talent. También ha sido interpretada en su Where We Are Tour.

## Formato y remezclas
- Descarga digital y sencillo en CD

| «Best Song Ever» — EP |                                                                     |          |  |
| N.º                   | Título                                                              | Duración |  |
| 1.                    | «Best Song Ever»                                                    | 3:22     |  |
| 2.                    | «Best Song Ever» (Jump Smokers Remix)                               | 3:08     |  |
| 3.                    | «Best Song Ever» (Kat Krazy Remix)                                  | 3:05     |  |
| 4.                    | «Kiss You» (En vivo desde la película de One Direction, This is Us) | 4:27     |  |

## Posicionamiento en listas

### Semanales
| Alemania          | German Singles Chart         | 20 |
| Australia         | Australian Singles Chart     | 4  |
| Austria           | Austrian Singles Chart       | 17 |
| Bélgica (Flandes) | Ultratop 50                  | 12 |
| Bélgica (Valonia) | Ultratop 40                  | 17 |
| Canadá            | Canadian Hot 100             | 2  |
| Dinamarca         | Danish Singles Chart         | 2  |
| Escocia           | Scottish Singles Chart       | 2  |
| Eslovaquia        | Radio Top 100 Chart          | 50 |
| España            | Spanish Singles Chart        | 9  |
| Estados Unidos    | Billboard Hot 100            | 2  |
| Estados Unidos    | Digital Songs                | 1  |
| Estados Unidos    | Radio Songs                  | 62 |
| Estados Unidos    | Pop Songs                    | 17 |
| Estados Unidos    | Streaming Songs              | 2  |
| Francia           | French Singles Chart         | 12 |
| Hungría           | Single (Track) Top 10        | 4  |
| Irlanda           | Irish Singles Chart          | 2  |
| Italia            | Italian Top Digital Download | 3  |
| Japón             | Japan Hot 100                | 24 |
| México            | Mexico Airplay               | 7  |
| Noruega           | VG-lista                     | 20 |
| Nueva Zelanda     | New Zealand Singles Chart    | 3  |
| Países Bajos      | Single Top 100               | 5  |
| Reino Unido       | UK Singles Chart             | 2  |
| Suecia            | Swedish Singles Chart        | 24 |
| Suiza             | Swiss Singles Chart          | 11 |

### Sucesión en listas
| Predecesor: «Blurred Lines» de Robin Thicke con T.I. y Pharrell | Digital Songs — Sencillo número uno 1 de agosto de 2013 — 8 de agosto de 2012 | Sucesor: «Blurred Lines» de Robin Thicke con T.I. y Pharrell |

### Certificaciones
| País           | Organismo certificador | Certificación | Unidades certificadas | Ref.    |
| -------------- | ---------------------- | ------------- | --------------------- | ------- |
| Australia      | ARIA                   | 3× Platino    | 210 000               | [ 59 ]  |
| Canadá         | CRIA                   | 2× Platino    | 160 000               | [ 119 ] |
| Dinamarca      | IFPI — Dinamarca       | Oro (ST)      | 10 000                | [ 64 ]  |
| Estados Unidos | RIAA                   | Platino       | 1 000                 | [ 70 ]  |
| Italia         | FIMI                   | Oro           | 15 000                | [ 120 ] |
| Nueva Zelanda  | RIANZ                  | Oro           | 7500                  | [ 61 ]  |
| Reino Unido    | BPI                    | Platino       | 600 000               | [ 121 ] |
| Suecia         | GLF                    | Oro           | 20 000                | [ 122 ] |
| Venezuela      | AVINPRO                | Oro           | 10 000                | [ 123 ] |

### Anuales
| Australia         | Australian Singles Chart | 97  |
| Bélgica (Flandes) | Ultratop 50              | 296 |
| Países Bajos      | Single Top 100           | 86  |